# Había una vez una estrella
Había una vez una estrella és una pel·lícula mexicana dirigida per Sergio Véjar i protagonitzada per David Reynoso, Pedro Fernández, José Elías Moreno, Yolanda Mèrida i Anahí entre d'altres.

## Sinopsi
En morir la seva mare, Rodrigo ha de veure pels seus tres germanets. Encara que treballa àrduament, a penes li aconsegueix per a mantenir-los i comprar medicines per a Fer que es troba malalt. Davant l'urgent de la seva situació, es veu en la necessitat d'acudir al seu avi, home dur i insensible que mai va voler conèixer-los.
Quan sembla que Don Fernando mai voldrà als seus nets, a poc a poc l'afecte dels nens el van entendrint sobretot el de la seva neta María (Anahí) qui el vol sobretot al grau d'estar molt trist i estranyar-los quan aquests es tornen amb Rodrigo.

## Repartiment
- Pedro Fernández - Rodrigo
- David Reynoso - Don Fernando
- José Elías Moreno - Ernesto
- Patricia Martínez - Chela
- Anahí - María
- Héctor Pons - Fer
- Beatriz Moreno - Inés
- Yolanda Mérida - Rita
- Blanca Lidia Muñoz - Doña

## Premis
A la XXXIII edició dels Premis Ariel Anahí Puente va guanyar el premi a la millor actuació infantil.